# スリープスプリント

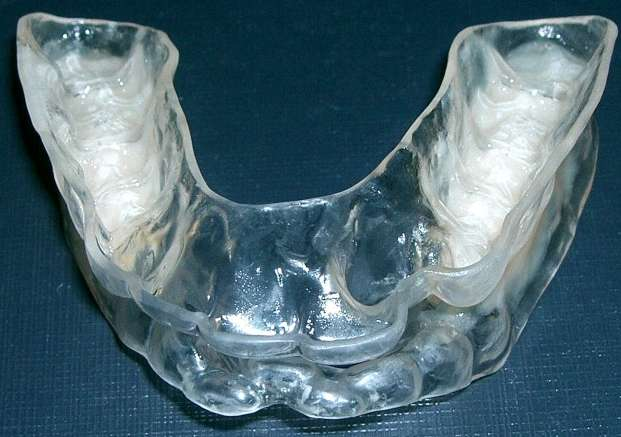
スリープスプリント

スリープスプリントとは、睡眠時無呼吸症候群の歯科的な治療器具である。睡眠時に着用して、下顎を前進させた状態を固定することにより、上気道の閉塞を防ぐ効果がある。
口腔内装置、口腔内装具、マウスピースなどということがある。

## 適用、不適用
- 軽度の睡眠時無呼吸症候群に適用する。（重度の場合はCPAPを適用する。）
- 残存歯が少ない場合は適用できない。
- 口を完全に閉じた状態にするタイプの場合は、鼻腔の通りが悪い場合には適用できない。

## 副作用
- 歯や顎関節への違和感
- 歯列への影響など

（スリープスプリントを十分に調整すれば、副作用はほとんど防止できる。）